# Bo Ahlsén
Bo Erik Hjalmar Ahlsén, född 4 juni 1932 i Stockholm, död där 23 augusti 2016, var en svensk konstnär. Han var son till arkitekt Erik Ahlsén.
Ahlsén studerade vid Kungliga Konsthögskolan 1951–1957. Han var konstnärlig medarbetare vid Erik och Tore Ahlséns arkitektkontor från 1950, vid White Arkitekter i Stockholm AB från 1957, senare inom Ahlsén-gruppen AB och tillsammans med Hans Lindström i Bo Ahlsén Hans Lindström AB. Han bedrev egen verksamhet inom konst- och arkitekturområdet från 1963 och var lärare vid Kungliga Tekniska högskolan 1964–1967 och vid Konstfack 1967–1985.
Ahlsén utförde väggmålningar i stucco lustro, emaljmålningar, takmålningar i aluminium och lackfärg, keramisk väggmålning, kakelmålning och ägnade sig även åt produktdesign. Han utförde uppdrag för Örebro medborgarhus, Sveriges investeringsbank i Stockholm, Kungliga slottet, Statens institut för byggnadsforskning i Gävle, Metallarbetarförbundets kursgård i Lysekil, Vallby bostadsområde i Västerås, Solna Centrum och kontorsmiljöer i Hamburg, Zürich, London och Oslo. Han var ordförande i Konstnärernas riksorganisation (1968–1970) och i Konstnärliga och litterära yrkesutövares samarbetsnämnd (Klys) samt styrelseledamot i Svenska institutet och ledamot av Statens konstråd. Ahlsén är begravd på Brännkyrka kyrkogård.